# Sauvallea blainii
Sauvallea blainii là một loài thực vật có hoa trong họ Commelinaceae. Loài này được C.Wright miêu tả khoa học đầu tiên năm 1870.